# Церковь Благовещения Пресвятой Богородицы (Желнино)
Церковь Благовещения Пресвятой Богородицы — православный храм в посёлке Желнино городского округа Дзержинск Нижегородской области. Входит в состав Воскресенского благочиния Нижегородской епархии Русской Православной Церкви. Построен в 1878 году.

## История
Храм был построен в 1878 году на деньги купца первой гильдии Степана Петровича Солина. Освящён в 1879 году.
В 1937 году был закрыт и разорён. До конца 1980-х годов здание находилось в полуразрушенном состоянии.
В 1988 году был восстановлен и стал первым храмом в окрестностях Дзержинска, в котором были возобновлены богослужения.
В 1994 году при церкви открылась первая в дзержинском благочинии воскресная школа, в 2003 году для подростков организована дружина «Витязи». С июня 2010 года храм открыт для посещения в дневное время вне зависимости совершается ли богослужение.
27 ноября 2010 года архиепископ Георгий освятил правый предел в честь Николая Чудотворца. С 5 мая 2010 года настоятелем назначен иерей Михаил Сторонкин (ранее обязанности настоятеля исполнял протоиерей Николай Натаров). 27 ноября 2010 года архиепископом Георгием в сослужении благочинного и настоятеля был освящён придел в честь святителя Николая Чудотворца.